# Dai Turgeon
Pauline Dai Turgeon (9 de octubre de 1890-19??) fue una actriz de teatro canadiense.

## Biografía
Nació el 9 de octubre de 1890 en Ottawa, Ontario, Canadá, hija de Charles Edward Turgeon y Maud Higginson, los padres de Dai se divorciaron después de siete años de matrimonio cuando ella era pequeña.
Se casó con Charles Belmont Davis (1866-1926), hermano de Richard Harding Davis, en Londres en enero de 1914, Dai tenía 24 años, mientras que Davis tenía 48. La pareja se terminó divorciándose en 1921.

## Producciones
- The Girl from Montmartre (1912)[3]
- Over the River (1912)